# Johan Rheborg
Carl Johan Rheborg, född 5 juni 1963 i Täby, Stockholms län, är en svensk komiker, skådespelare, manusförfattare samt medlem i humorgruppen Killinggänget. Han är inte utbildad skådespelare utan har en juristexamen (jur. kand.) från Stockholms universitet. Innan Rheborg slog igenom som komiker och skådespelare var han aktiv inom reklambranschen.

## Karriär
Rheborgs karriär som komiker började i Killinggänget då han ofta skrev manus tillsammans med Jonas Inde eller ensam. Där slog han igenom som bland annat den dryga och oansvariga affärsmannen Percy Nilegård som syntes i krogshowen I manegen med Glenn Killing, filmen Torsk på Tallinn, tv-serien NileCity 105,6 och många andra produktioner.
Utöver Percy Nilegård spelar han ofta karaktärer som har ett hett temperament eller som förefaller trevliga men som lätt faller över kanten, som exempelvis Kaminmannen i Percy tårar, den aggressiva och temperamentsfulle Örjan Lax i Hjälp! och ensamseglaren Jan Linette från Spermaharen. I filmen Torsk på Tallinn spelade han bland annat en av deltagarna – universitetsstudenten Magnus - som hela tiden blev full och som vägrade tro på de inspelade scener som visades.
Rheborg har medverkat i en rad olika filmer, tv-serier och teaterföreställningar, bland andra TV4:s tv-serie Hjälp! (2007–) och serien Parlamentet (1999–) på samma kanal. 1997 började han spela huvudrollen Kenny Starfighter i tv-serien på SVT 1 med samma namn. Kenny Starfighter återkom sedan som långfilmen Kenny Begins 2009 och en ny serie, Kenny Starfighter – Dr Deo slår tillbaka, 2022. Rheborg är aktiv på humorklubben Norra Brunn. Somrarna 2004 och 2005 turnerade han med bland andra Robert Gustafsson runt Sverige i ett stort cirkustält i showproduktionerna Tältprojektet, även visade på TV 4.
Bland de olika teatrarna Rheborg spelat på finns musikalerna Little Shop of Horrors på Chinateatern och Singin' in the Rain på Oscarsteatern. Han har även medverkat i olika draman, till exempel Gifta vänner, Nattpromenad och Mellanrum på Stockholms stadsteater. Under hösten 2009 spelade Rheborg på Dramaten tillsammans med de övriga medlemmarna i Killinggänget i föreställningen Drömmen om Herrön.
År 2006 var han sommarpratare i Sveriges Radio P1. Han medverkade i säsong 6 av SVT-programmet Stjärnorna på slottet 2011–2012.
Andra framgångar är TV-serien Solsidan där han sedan 2010 spelar en förmögen, framgångsrik men självupptagen och nojig familjefar i det förnäma bostadsområdet Solsidan (med andra skådespelare såsom Felix Herngren, Mia Skäringer m.fl.); samt Morran & Tobias där han sedan 2014 spelar den galna, likgiltiga mamman i en mor-och-vuxen-son-duo, tillsammans med sin kollega från Killinggänget Robert Gustafsson.

## Roll i Killinggänget
I Killinggängets första tv-produktion I manegen med Glenn Killing dök Johan Rheborg upp i olika sketcher med sin rollfigur Percy Nilegård. Ett fåtal gånger medverkade han även som de olika gäster som intervjuades av Glenn Killing (Henrik Schyffert).
I NileCity 105,6 spelade Rheborg en av huvudrollerna, Percy Nilegård igen, som också återkom som huvudperson till seriens uppföljare, Percy Tårar. Där hade han ytterligare en rollfigur – Kaminmannen, som är besatt av att elda upp varenda sak i huset, i sin kamin.
Av alla de rollfigurer som Rheborg spelat är alltså Percy Nilegård den som återkommit i andra tv-produktioner av Killinggänget. Senast man fick se Percy var i showen Glenn Killing på Grand.

## Kända rollfigurer

### Percy Nilegård
Percy Nilegård var ägare av radiostationen NileCity samt affärsman, kulturstrateg med mera. Han vill alltid framstå som en vinnare men oftast brukar det inte gå så bra. I Torsk på Tallinn så intervjuas Percy bland massor av lådor, kartonger och liknande – stationen NileCity har gått i konkurs. I Percy Tårar brukar Percy ibland gå på terapi hos psykologen doktor Laban.

### Farbror Barbro
Farbror Barbro var en rollfigur i TV-serien NileCity 105,6, med obestämt kön, burrigt hår, runda glasögon och klädd i Birkenstocksandaler och röd velouroverall. Farbror Barbro hade rollen som radioterapeut och tog emot samtal från oroliga barn och tonåringar i direktsändning. Istället för att lyssna på deras problem så var Farbror Barbro fixerad vid deras stereoanläggningar och gav råd om hur de skulle göra med dessa. Rollfiguren hade tidigare jobbat som kurator på en högstadieskola i en Stockholmsförort och fått avföring från eleverna hemskickad i posten. Farbror Barbro förekom även i Killinggängets show Glenn Killing på Grand, där Farbror Barbro då fått nytt jobb som lärare. Farbror Barbros vanligast förekommande repliker var: "Det finns inga genvägar fram till det perfekta ljudet, dårå", samt "Kram på dä!".

### Kenny Starfighter
Kenny Starfighter var en rollfigur som från början gjordes i en enda seriestrip som Rheborg såg. Han tyckte att figuren var rolig och en TV-serie gjordes om den korkade rymdhjälten. År 2009 gjordes filmen Kenny Begins om tiden innan han blev superhjälte.

### Örjan Lax
I Hjälp! spelade Rheborg den temperamentsfulle Örjan Lax. Han har kort stubin och bär på väldigt mycket aggressioner. Han försöker ta tag i sina problem genom att gå till psykologen Jeanette. Hans mål var till en början att bli snäll och glad som Thore Skogman men efter ett års terapi hade det inte blivit någon skillnad och Jeanette tyckte att han istället bara skulle satsa på att bli lite snällare.

### Fredrik Schiller
I Solsidan spelar Rheborg Fredrik Schiller, en neurotisk, otaktisk och pryltokig man.

## Privatliv
Johan Rheborg är gift med Kristina Rheborg och tillsammans har de två döttrar.

## Filmer och TV-serier
- 1987 – Mr Big
- 1990 – S*M*A*S*H (tv-serie, gäst)
- 1992 – I manegen med Glenn Killing (tv-serie med Killinggänget)
- 1992 – Ha ett underbart liv
- 1992 – Bullen (tv-serie)
- 1993 – I manegen med Glenn Killing - Live från Berns (krogshow på Berns med Killinggänget)
- 1993 – Bullen (tv-serie)
- 1995 – NileCity 105,6 (tv-serie med Killinggänget)
- 1995 – Bert – den siste oskulden
- 1996 – Percy Tårar (tv-serie med Killinggänget)
- 1997 – Kenny Starfighter (tv-serie)
- 1998 – Rederiet (tv-serie, gäst)
- 1999 – Fyra små filmer (4 tv-filmer med Killinggänget)
  - Gunnar Rehlin - En liten film om att göra någon illa
  - Ben & Gunnar - En liten film om manlig vänskap
  - På sista versen - En liten film om döden
  - Torsk på Tallinn - En liten film om ensamhet
- 1999 – En häxa i familjen
- 1999–2020 – Parlamentet (TV-serie)
- 2000 – Glenn Killing på Grand (tv-serie med Killinggänget)
- 2000 – Hockey VM 2000 (sketcher)
- 2000 – Find dig selv (dansk tv-film)
- 2001 – Känd från TV
- 2001 – Agnes (TV-serie)
- 2001 – Rederiet (TV-serie)
- 2002 – Spermaharen (endast utgiven på dvd och projektets hemsida, med Killinggänget)
- 2002–2003 – Cleo (TV-serie)
- 2003 – Håkan Bråkan (julkalender, Ragnar)
- 2003 – Hemligstämplat (TV-serie)
- 2004 – Fyra nyanser av brunt (Långfilm/4 tv-filmer med Killinggänget)
- 2004 – Håkan Bråkan & Josef (Ragnar)
- 2005 – Hotelliggaren
- 2006 – Nisse Hults historiska snedsteg (tv-serie)
- 2006 – Poliser (TV-serie)
- 2006 – LasseMajas detektivbyrå (julkalender)
- 2007–2009 – 183 dagar (TV-serie)
- 2007–2009 – Hjälp! (TV-serie)
- 2009 – Kenny Begins
- 2010–2021 – Solsidan (TV-serie)
- 2010 – Hotell Gyllene Knorren (TV-serie) (Julkalender)
- 2011 – Stjärnorna på slottet säsong 6
- 2011 – Ich bin Nils Holgersson[16]
- 2013 – Allt faller
- 2013 – Alla är fotografer
- 2013 – Hundraåringen som klev ut genom fönstret och försvann
- 2014 – Jättebästisar (regi)
- 2014 – Morran och Tobias (TV-serie)
- 2016 – Morran & Tobias – Som en skänk från ovan
- 2017 – Solsidan (film)
- 2018 – De dagar som blommorna blommar (TV-serie)
- 2018 – Storm på Lugna gatan (TV-serie) (Julkalender)
- 2018 – Parlamentet (TV-serie)
- 2018 – LasseMajas Detektivbyrå - Det första mysteriet
- 2019 – Keyyo med Rheborg i Ryssland (TV-serie)
- 2019 – Finaste familjen (TV-serie)
- 2019 – En komikers uppväxt
- 2019 – En del av mitt hjärta
- 2020–2022 – Partisan (TV-serie)
- 2020 – Nelly Rapp – Monsteragent
- 2020 – Orca
- 2021 – Max Anger – With one eye open (TV-serie)
- 2021 – Agatha Christies Hjerson (TV-serie)
- 2022 – Kenny Starfighter – Dr Deo slår tillbaka (TV-serie)
- 2024 – Morran och Tobias – Pengarna eller livet (TV-serie)
- 2024 – Nova & Alice
- 2025 – A Life’s Worth (TV-serie)
- 2025 – Glaskupan (TV-serie)
- 2026 – The Storm

## Teaterroller (urval)
| År   | Roll                             | Produktion                                                                        | Regi             | Teater                                                   |
| ---- | -------------------------------- | --------------------------------------------------------------------------------- | ---------------- | -------------------------------------------------------- |
| 1995 | Billy Ball Prästen Denton Martin | Little shop of horrors Alan Menken och Howard Ashman                              | Thomas Ryberger  | Chinateatern                                             |
| 1997 | Kyparen                          | Hotelliggaren Ray Cooney                                                          | Bo Hermansson    | Chinateatern                                             |
| 2000 |                                  | Bash                                                                              |                  | Stockholms Stadsteater                                   |
| 2002 |                                  | Rhapsody in Rock                                                                  |                  | Turné                                                    |
| 2002 | Jens                             | Gifta vänner Donald Margulies                                                     | Sara Cronberg    | Stockholms stadsteater                                   |
| 2003 |                                  | Rhapsody in Rock                                                                  |                  | Turné                                                    |
| 2004 |                                  | Tältprojektet                                                                     |                  | Turné                                                    |
| 2004 | Peter Johansson                  | Hur tänker hon? Robert Dubac                                                      | Tomas Alfredson  | Lisebergsteatern/ Rival/ Chinateatern/ Cirkus, Stockholm |
| 2005 | Han                              | Nattpromenad Jonas Karlsson                                                       | Emma Bucht       | Stockholms stadsteater                                   |
| 2005 |                                  | Tältprojektet                                                                     |                  | Turné                                                    |
| 2006 |                                  | Rhapsody in Rock                                                                  |                  |                                                          |
| 2006 | Roscoe Dexter                    | Singin' in the rain Betty Comden, Adolph Green, Arthur Freed och Nacio Herb Brown | Bo Hermansson    | Oscarsteatern                                            |
| 2007 |                                  | Hur tänker hon?                                                                   |                  | Chinateatern                                             |
| 2008 | Medverkande                      | UgglaRheborgUlveson, revy Hans Marklund                                           | Hans Marklund    | Cirkus, Stockholm                                        |
| 2009 |                                  | Killinggänget på Dramaten                                                         |                  | Dramaten                                                 |
| 2011 | Max                              | Riktiga män Scott Rankin och Glynn Nicholas                                       | Emma Bucht       | Maximteatern                                             |
| 2012 | Tom                              | Treater Alan Ayckbourn                                                            | Emma Bucht       | Intiman                                                  |
| 2013 | Lonny                            | Rock of Ages Chris D'Arienzo                                                      | Anders Albien    | Chinateatern                                             |
| 2015 | Majoren                          | Ladykillers Graham Linehan                                                        | Emma Bucht       | Oscarsteatern                                            |
| 2016 | Cheech                           | Bullets over Broadway Woody Allen                                                 | Emma Bucht       | Göta Lejon                                               |
| 2019 | Markus                           | Art Yasmina Reza                                                                  | Edward af Sillén | Rival                                                    |